# Новгородска област
Новгородска област (рус. Новгородская область) или традиционално Новгородчина (рус. Новгородчина) конститутивни је субјект Руске Федерације са статусом области на простору Северозападног федералног округа, на северозападу европског дела Русије.
Граничи се са територијама Псковске области на западу, Тверске области на југу, Лењинградском облашћу на северу и Вологдском облашћу на североистоку и истоку. Са површином од 55.300 км² налази се на 49. месту међу субјектима Руске Федерације. Према проценама националне статистичке службе за 2014. на подручју области је живело укупно 622.430 становника или у просеку 11,42 ст/км². Главни и највећи град области је Велики Новгород, док су већи градови још и Боровичи и Стараја Руса. Основу популације чине Руси чији процентуални удео у укупној популацији износи око 89%, док су најбројније мањинске етничке заједнице Украјинци, Белоруси и Роми.
У административном смислу област је подељена на 21 општински рејон и 3 града обласне субординације. На територији рејона постоји укупно 21 насеља урбаног типа, а од тог броја њих 7 су градови рејонске субординације (другостепени градови) и 11 варошица. Рејони су подељени на урбане и руралне заједнице (или другостепене општине) којих има укупно 220.
Подручје око града Новгорода се сматра једним од језгара првобитне руске државе, а оснивачем града сматра се варјашки војсковођа Рјурик, зачетник династије Рјуриковича (још 862. године). Средњовековна Новгородска република која је на врхунцу своје моћи обухватала готово целокупно подручје данашње северозападне Русије сматра се првом демократском словенском земљом којом је управљало изабрано веће. Једина је то средњовековна руска земља која никада није била окупирана од стране монголско-татарских хорди. Током целог средњег века град Новгород је био један од најважнијих културних и политичких центара руских земаља. Садашњој Новгородској области која је основана 1944. године претходила је Новгородска губернија, административна јединица Руске Империје која је постојала од 1727–1927. године.
Историјски споменици Новгорода и околине од 1992. године налазе се на Унесковој листи светске баштине. Област је 1967. награђена највишим државним признањем Совјетског Савеза, Орденом Лењина.

## Етимологија
Област носи име по административном центру, граду Великом Новгороду, који се често назива само Новгород. На месту старих словенских насеља, негде у VIII—IX веку подигнут је сасвим нови град, који је добио баш такво име „Нови град“ (рус.Нов-город).
Новгород се већ 859. године, у Софијском летопису, спомиње као центар Новгородске земље, да би већ који век касније постао центар огромне републике познате као Господин Велики Новгород.

## Географија
Новгородска област налази се на северозападу европског дела Руске Федерације, односно у југозападном делу Северозападног федералног округа. У правцу запад-исток протеже се у дужини од 385 километара, односно 278 километара у смеру север-југ. Обухвата територију укупне површине 55.300 км² и по том параметру налази се на 49. месту међу 83 административно-територијална субјекта Руске Федерације. Око 1,5% обласне територије чине водене површине. Ограничена је територијама Псковске области на западу, Тверске области на југу, са Лењинградском облашћу на северу и Вологдском облашћу на североистоку и истоку.
У географском смислу територија Новгородске области обухвата запад централних делова простране Источноевропске низије. У рељефном смислу област се дели на пространо и ниско подручје Прииљмењске низије у централним, јужним и западним деловима, те на моренског Валдајског побрђа чији најсевернији обронци се налазе на истоку и југоистоку области. Приљмењска низија представља доста ниско и местимично јако замочварено подручје са просечним надморским висинама између 18 и 50 метара. У самом средишту низије налази се језеро Иљмењ које са површином од 982 км² представља највећу језерску акваторију у том делу земље. У прошлости језеро је било познато и као Словенско море.
Надморска висина расте идући ка истоку и југоистоку рејона, односно ка северним деловима Валдајског побрђа. У том подручју карактеристичног брежуљкастог рељефа надморска висина иде до 299,6 метара. Североисточни део Валдајског побрђа на подручју области је моренска Тихвинска греда. На том подручју налази се развође између басена Балтичког мора на западу и Каспијског језера на истоку.

### Клима
Новгородска област лежи у зони умереноконтиненталне климе са јаким маритимним утицајима. Количина падавина креће се у просеку између 200 и 500 мм, и равномерно се излучују током лета (око 38%) и јесени (27%). Зиме су хладне са знатнијим снежним покривачем и са јануарским просеком температуре ваздуха од –10 °C. Лета су умерено топла са просечним јулским температурама од око +17,5 °C.

### Хидрографија
у хидрографском смислу подручје Новгородске области припада сливовима Балтичког мора и Каспијског језера, а развође између два слива налази се на крајњем југоистоку и истоку области, на подручју Валдајског побрђа и Тихвинске греде. Тако реке које се налазе западно од побрђа припадају балтичком, а мањи део источно каспијском сливу.
Реке балтичког слива се ка Балтику одводњавају у два правца, преко река Волхов и Луга. У језеро Иљмењ које се налази готово у самом средишту рејона уливају се укупно 52 реке, од којих су највеће Мста, Шелоњ и Ловат са Полистом. Важније притоке језера су још и Пола и Шелоњ. Из језера отиче река Волхов која преко језера Ладоге повезује област са басеном реке Неве. Ка Ладоги се директно одводњава један мањи део територије на крајњем северу области, преко реке Сјас. Крајњи северозапад припада басену реке Луге преко које се одводњава ка Балтичком мору.
Најисточнији делови области налазе се у сливном подручју реке Мологе преко које се одводњавају ка Волги, а басену Волге припадају и неки мањи водотоци на крајњем југу области. Највеће притоке Мологе на овом подручју Пес и Кобожа.
Језеро Иљмењ је са просечном површином од 982 км² на петом месту по површини акваторије међу језерима у европском делу Русије. Карактерише га велико колебање нивоа воде због чега површина његове акваторије варира од 733 км² до чак 2.090 км². максимална дубина језера је до 10 метара, док је површина сливног подручја 67.200 км². Иљмењ је део Вишњеволочкох хидросистема и део је пловног пута којим су повезани токови Волге и Неве.
Највећи број језера налази се у јужном и југоисточном делу области. На југу, уз границу са Тверском облашћу су делови Горњоволшка језера и северни делови језера Селигер. На југу је и Валдајско језеро које са максималном дубином од 60 метара представља најдубље језеро у области (површине 19,7 км²). Већа језера су још и Ужин (9,15 км²), Пирос (31,2 км²), Меглино (24,2 км²) и Вељо (35 км²).
Све укупно око 20% обласне територије обухватају реке, језера и мочварна подручја.

### Живи свет и екологија
Око 65% територије Новгородске области подручја су под шумама. Сама област се налази на граници између подзоне тајги и подзоне мешовитих шума умерених предела. Четинарске шуме које доминирају на северу области идући ка југу постепено прелазе у зону мешовитих, а потом и листопадних шума. Доминирају подзоли и замочварена тла. Око 16% територије чини обрадиво земљиште.
На територији области налазе се три подручја која су под заштитом државе. Валдајски национални парк који се налази у брежуљкастом подручју на југу основан је 1990. и обухвата територију површине 1.585 км². Парк је познат по бројним језерима (око 200). На крајњем југозападу области је Резерват природе Рдејски, заштићено подручје површине 36.922 хектара (основан 1994. године). Ово мочварно подручје које је станиште птица мочварица налази се на Рамсарској листи.
На подручју рејона постоји још 28 резервата природе и 111 споменика природе.

## Демографија
Према подацима националне статистичке службе Русије, на територији Новгородске области је 2014. живело 622.430 становника, или у просеку 11,42 ст/км². Од тог броја њих 70,47% је живело у градским срединама.
Демографску слику карактерише константан пад броја становника, а највећи разлог лежи у имиграцијама логалног становништва ка Москви и Санкт Петербургу, те негативном природном прираштају. У периоду између пописа 1989. и 2010. број становника се смањио за 117.420 или за 15,7%.
| 1897.     | 1926.     | 1939.     | 1959.   | 1970.   | 1979.   | 1989.   | 1999.   | 2002.   | 2010.   | 2014.   |
| --------- | --------- | --------- | ------- | ------- | ------- | ------- | ------- | ------- | ------- | ------- |
| 1,769,135 | 1,367,022 | 1,050,604 | 736,529 | 721,471 | 721,790 | 753,054 | 726,027 | 694,355 | 634,111 | 622,430 |

У етничком погледу Новгородска област је веома хомогена пошто свега 5 етничких заједница по бројности прелази 2.000 становника. Према подацима са пописа из 2010. најбројнији су Руси са 560.280 (95,1%), Украјинци са 7.025 (1.2%), Белоруси са 3.438 (0,6%), Роми са 3.598 (0,6%), док сви остали броје 15.054 становника.
|           | 1989.   | %       | 2002.   | % од укупно пописаних | % од национално изјашњених | 2010.                               | % од укупно пописаних | % од национално изјашњених |
| --------- | ------- | ------- | ------- | --------------------- | -------------------------- | ----------------------------------- | --------------------- | -------------------------- |
| Укупно    | 751.555 | 100,00% | 694.355 | 100,00%               | align="right"              | style="text-align:right;"\| 634.111 | 100,00%               |                            |
| Руси      | 711.760 | 94,70%  | 652.165 | 93,92%                | 94,68%                     | 560.280                             | 88,36%                | 95,06%                     |
| Украјинци | 14.435  | 1,92%   | 10.449  | 1,50%                 | 1,52%                      | 7.025                               | 1,11%                 | 1,19%                      |
| Роми      | 3.066   | 0,41%   | 3.388   | 0,49%                 | 0,49%                      | 3.598                               | 0,57%                 | 0,61%                      |
| Белоруси  | 6.734   | 0,90%   | 5.294   | 0,76%                 | 0,77%                      | 3.438                               | 0,54%                 | 0,58%                      |
| Јермени   | 571     | 0,08%   | 1.940   | 0,28%                 | 0,28%                      | 1.836                               | 0,29%                 | 0,31%                      |
| Татари    | 1.963   | 0,26%   | 2.080   | 0,30%                 | 0,30%                      | 1.658                               | 0,26%                 | 0,28%                      |
| Азери     | 824     | 0,11%   | 1.574   | 0,23%                 | 0,23%                      | 1.497                               | 0,24%                 | 0,25%                      |
| Узбеци    | 751     | 0,10%   | 613     | 0,09%                 | 0,09%                      | 1.062                               | 0,17%                 | 0,18%                      |
| Молдавци  | 791     | 0,11%   | 601     | 0,09%                 | 0,09%                      | 804                                 | 0,13%                 | 0,14%                      |
| Чечени    | 688     | 0,09%   | 1.074   | 0,15%                 | 0,16%                      | 727                                 | 0,11%                 | 0,12%                      |

На територији Новгородске области налазе се 3 градова обласне субординације (Велики Новгород, Стараја Руса и Боровичи) и још 7 насељених места са административним статусом града рејонске субординације и 11 насеља са администартивним статусом варошице (рус. посёлки городского типа).

### Религија
Према подацима истраживања из 2012. године 46,8% популације Новгородске области су верници Руске православне цркве, 4% становника се изјаснило као хришћани, а 1% као муслимани. Око 34% је навело да су пасивни верници, док се 10% изјаснило као атеисти.

## Административна подела
Новгородска област административно је подељена на 21 општински рејон и на један градски округ (градски округ Великог Новгорода). Рејони су подељени на сеоске и урбане општине којих има укупно 198. Иако су градови Стараја Руса и Боровичи са статусом обласних градова, њихове градске општине су делови припадајућих рејона.
| №     | Рејон              | Административни центар |
| ----- | ------------------ | ---------------------- |
|       | Новгородски округ  | Велики Новгород        |
| 1     | Батечки рејон      | Батецки                |
| 2 (А) | Боровички рејон    | Боровичи               |
| 3     | Холмски рејон      | Холм                   |
| 4     | Хвојњански рејон   | Хвојнаја               |
| 5     | Демјански рејон    | Демјанск               |
| 6     | Крестечки рејон    | Крестци                |
| 7     | Љубитински рејон   | Љубитино               |
| 8     | Маловишерски рејон | Малаја Вишера          |
| 9     | Марјовски рејон    | Марјово                |
| 10    | Мошенски рејон     | Мошенскоје             |
| 11    | Новгородски рејон  | Велики Новгород        |
| 12    | Окуловски рејон    | Окуловка               |
| 13    | Парфински рејон    | Парфино                |
| 14    | Пестовски рејон    | Пестово                |
| 15    | Подоршки рејон     | Подорје                |
| 16    | Шимски рејон       | Шимск                  |
| 17    | Сољчански рејон    | Сољци                  |
| 18    | Староруски рејон   | Стараја Руса           |
| 19    | Чудовски рејон     | Чудово                 |
| 20    | Валдајски рејон    | Валдај                 |
| 21    | Волотовски рејон   | Волот                  |